# Samsung Galaxy A7 (2015)
O Samsung Galaxy A7 (2014) é um smartphone Android desenvolvido e fabricado pela Samsung Electronics. Faz parte da série Galaxy A, voltada para o mercado intermediário. A empresa divulgou este telefone em fevereiro de 2014.

## Especificações

### Software
O smartphone sai de fábrica com sistema operacional móvel Android 4.4.4 "KitKat".